# You Are Not Alone (album)
You Are Not Alone je studiové album americké zpěvačky Mavis Staples. Vydáno bylo 14. září roku 2010 společností ANTI-. Album produkoval Jeff Tweedy, který se zpěvačkou spolupracoval i na několika dalších albech. Deska byla oceněna cenou Grammy. Obsahuje několik tradicionálů, stejně jako písní zpěvaččina otce Roebucka Staplese a dalších autorů.

## Seznam skladeb
| Pořadí | Název                              | Autor                                                      | Délka |
| ------ | ---------------------------------- | ---------------------------------------------------------- | ----- |
| 1.     | Don't Knock                        | Roebuck Staples                                            | 2:30  |
| 2.     | You Are Not Alone                  | Jeff Tweedy                                                | 3:57  |
| 3.     | Downward Road                      | Roebuck Staples                                            | 3:08  |
| 4.     | In Christ There Is No East or West | tradicionál                                                | 3:36  |
| 5.     | Creep Along Moses                  | tradicionál                                                | 2:57  |
| 6.     | Losing You                         | Randy Newman                                               | 2:52  |
| 7.     | I Belong to the Band               | Reverend Gary Davis                                        | 3:31  |
| 8.     | Last Train                         | Allen Toussaint                                            | 4:29  |
| 9.     | Only the Lord Knows                | Roebuck Staples                                            | 3:44  |
| 10.    | Wrote a Song for Everyone          | John Fogerty                                               | 3:47  |
| 11.    | We're Gonna Make It                | Billy Davis, Carl William Smith, Gene Barge, Raynard Miner | 3:27  |
| 12.    | Wonderful Savior                   | tradicionál                                                | 2:05  |
| 13.    | Too Close/On My Way to Heaven      | Alex Bradford, Roebuck Staples                             | 5:10  |

## Obsazení
- Mavis Staples – zpěv
- Donny Gerrard – zpěv
- Jeff Tweedy – kytara, baskytara, doprovodné vokály
- Jeff Turmes – baskytara
- Mark Greenberg – celesta, vibrafon
- Patrick Sansone – celesta, klávesy, mellotron, varhany, klavír, tamburína, vibrafon, doprovodné vokály
- Stephen Hodges – bicí, perkuse
- Jeff Turmes – kytara
- Rick Holmstrom – kytara, doprovodné vokály
- Kelly Hogan – doprovodné vokály
- Nora O'Connor – doprovodné vokály
- Richard Parenti – doprovodné vokály